# Rajon Lytschakiw
Der Rajon Lytschakiw (ukrainisch Личаківський район/Lytschakiwskyj rajon; russisch Лычаковский район/Lytschakowski rajon) ist einer der sechs Stadtrajone der westukrainischen Stadt Lemberg.

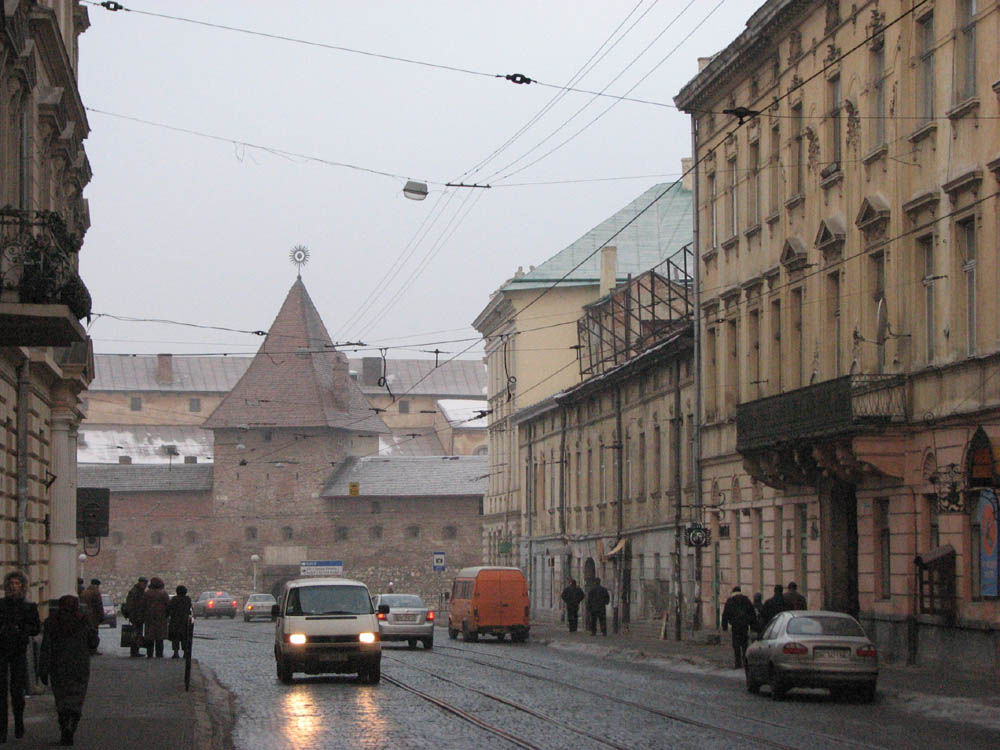
Lytschakiwska-Straße in den Morgenstunden

Der Name leitet sich vom Namen des Stadtteils Lytschakiw ab, er befindet sich östlich des Zentrums der Stadt Lemberg und umfasst die Stadtteile/Stadtviertel:
- Jaliwez (Ялівець; polnisch Jałowiec)
- Lytschakiw (Личаків; polnisch Łyczaków, deutsch früher Lützenhof)
- Lyssynytschi (Лисиничі, polnisch Lesienice)
- Majoriwka (Майорівка; polnisch Majerówka, deutsch früher Meierhof)
- Pohuljanka (Погулянка; polnisch Pohulanka)
- Snesinnja (Знесіння; polnisch Zniesienie)
- Kajserwald (Кайзервальд; polnisch Cesarski lasek, deutsch früher Kaiserwald)
- Welyki Krywtschyzi (Великі Кривчиці; polnisch Krzywczyce)
- Zetneriwka (Цетнерівка; polnisch Cetnerówka)

Dazu kam bis 12. Juni 2020 verwaltungstechnisch auch noch die Stadt Wynnyky, diese ist seither Teil des neugegründeten Rajons Lwiw.
Der Rajon entstand am 5. Mai 1951 unter dem Namen Rajon Tscherwonoarmijsk (Червоноармійський район) und wurde am 16. Mai 1992 in seinen heutigen Namen umbenannt.